# 팽창주의
팽창주의(膨脹主義, 영어: expansionism)는 일반적으로 국가나 정부의 영토 확장을 지향하는 이념이나 정책을 뜻하며, 확장주의(擴張主義) 또는 신장주의(伸張主義)라고도 불린다. 보통 군사적 공격성을 띠며, 영토 분쟁과 같은 국경 분쟁은 팽창주의로 여겨지지 않는다.

## 같이 보기
- 제국주의
- 식민주의
- 패권주의